# Bohdan Sláma
Bohdan Sláma (* 29. května 1967 Opava) je český filmový režisér, scenárista, herec a pedagog Katedry režie pražské FAMU. Natočil řadu ceněných celovečerních filmů, v nichž zpracovává sociální témata a vztahy mezi lidmi. Jeho snímky sklízejí úspěch mezi diváky i filmovými kritiky na českých a světových filmových festivalech. Je držitelem několika Českých lvů za režii a scénář a řady zahraničních ocenění.

## Život a dílo
Bohdan Sláma nejprve vystudoval Stavební fakultu ČVUT v Praze. V devadesátých letech 20. století pracoval jako asistent a pomocný režisér a krátce pobýval v Německu. V roce 1993 pracoval jako asistent režie s Věrou Chytilovou na filmu Dědictví aneb kurvahošigutentag, v roce 1997 dokončil sturium režie na pražské FAMU absolventským filmem Akáty bílé (1997).
V roce 2001 debutoval celovečerní tragikomediií Divoké včely (2001). Snímek získal hlavní cenu na MFF v Rotterdamu, cenu za nejlepší debut na festivalu českých filmů v Plzni, Cenu české asociace filmových klubů, cenu za nejlepší debut na MFF v San Francisku a Českého lva za vedlejší ženský herecký výkon Zuzany Kronerové. Kromě toho měl další tři nominace na Českého lva za vedlejší mužský a hlavní ženský herecký výkon a cenu filmových kritků. Do povídkového filmu Radhošť (2002) Sláma přispěl svým školním dílem Zahrádka ráje.
Jeho druhý film Štěstí (2005) měl premiéru v roce 2005 a získal sedm Českých lvů včetně ceny za nejlepší film, scénář a režii. Na MFF v San Sebastiánu mu byla udělena cena za nejlepší film a nejlepší herečku, další ocenění získal na MFF v Aténách a Montréalu. V úspěšné kariéře režiséra pokračoval filmem Venkovský učitel (2008), který získal dva České lvy za nejlepší scénář a vedlejší ženský herecký výkon. Drama Čtyři slunce (2012) bylo nominováno na Českého lva za nejlepší scénář a režii, získalo Cenu české filmové kritiky za nejlepší scénář a soutěžilo na festivalu v Sundance. Snímek Bába z ledu (2017) o pražských otužilcích získal 15 nominací na Českého lva a obdržel celkem šest ocenění, mezi nimi i za režii a scénář. Dva odlišné přístupy k životu a složité mezigenerační vztahy dvou rodin zachycuje film Sucho (2024).
Pro Českou televizi Sláma natočil některé epizody ze seriálu Život a doba soudce A. K. (2014, 2017) a podílel se také na úspěšném internetovém satirickém seriálu Kancelář Blaník (2014–2015).
Od roku 2002 působí jako pedagog na Katedře režie na pražské FAMU a od roku 2013 je jejím vedoucím. Své rozhovory s Milošem Formanem vydal knižně pod titulem Povolání režisér (nakl. Prostor, Praha 2013).
Sláma žije v jižních Čechách na statku v Bořicích, kde se svou ženou vychovali pět adoptivních synů. Jeden syn tragicky zahynul při autonehodě. Se svými dětmi hraje v punkové kapele Sójová Milada.

## Filmografie

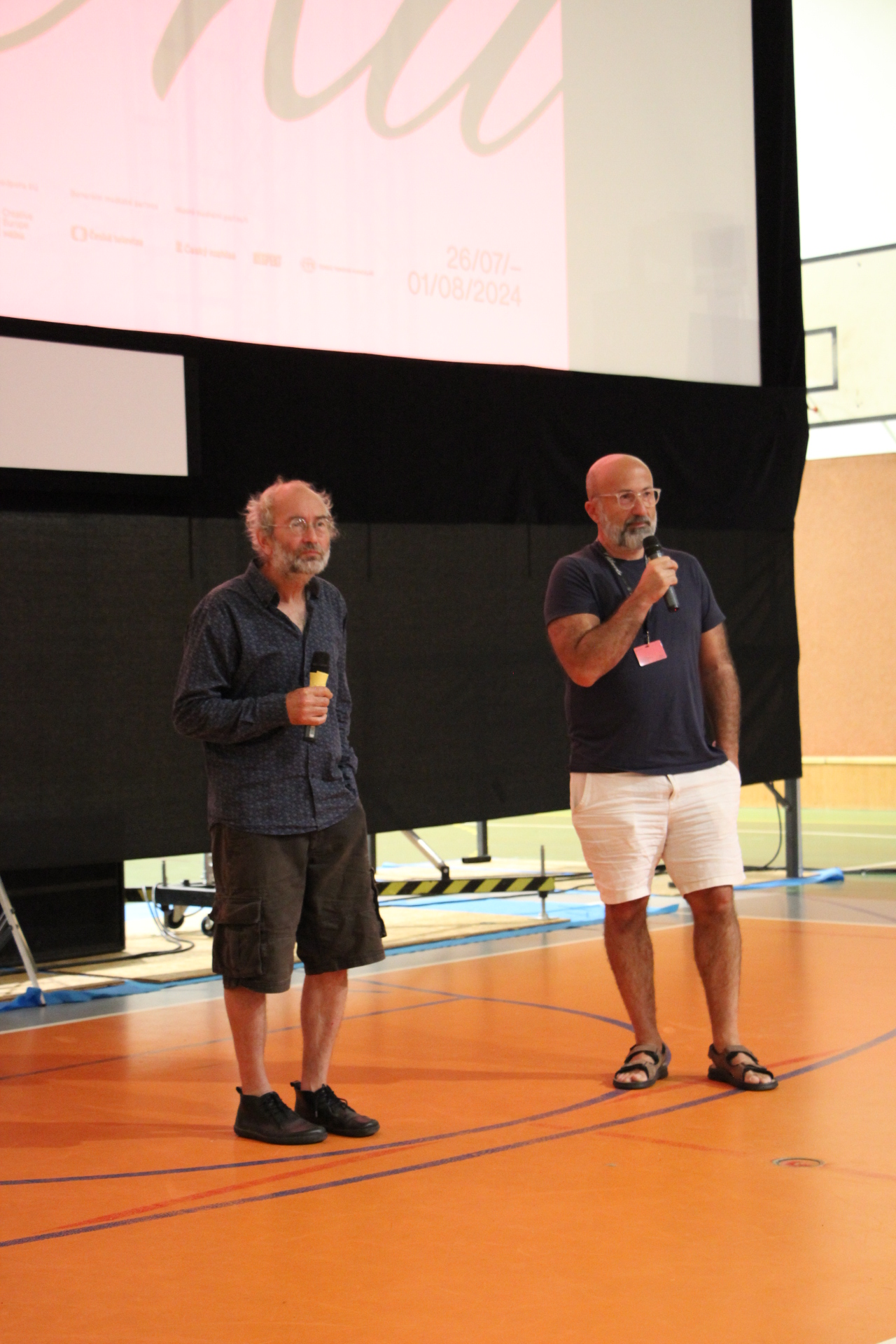
Bohdan Sláma a Jaroslav Sedláček na Letní filmové škole v Uherském Hradišt v roce 2024

### Režie
- Akáty bílé (1997) – absolventský film
- Divoké včely (2001)
- Radhošť (2002)
- Štěstí (2005)
- Venkovský učitel (2008)
- Čtyři slunce (2012)
- Život a doba soudce A. K. (2014) – televizní seriál
- Kancelář Blaník (do roku 2014) – internetový satirický seriál
- Bába z ledu (2017)
- Krajina ve stínu (2020)
- Sucho (2024)
- Konec světa (2024)

### Scénář
- Akáty bílé (1997) – absolventský film
- Divoké včely (2001)
- Radhošť (2002)
- Štěstí (2005)
- Venkovský učitel (2008)
- Čtyři slunce (2012)
- Bába z ledu (2017)
- Sucho (2024)

## Ocenění
- MFF Rotterdam – hlavní cena WPRO Tiger Award (plaketa rotterdamského tygra) za film Divoké včely (2001)
- MFF San Francisco – cena SKYY PRIZE pro nejlepšího režiséra nastupující generace za film Divoké včely (2001)
- San Sebastián International Film Festival – Zlatá mušle pro nejlepší cizojazyčný film za Štěstí (2005)
- Český lev za nejlepší režii za filmy Štěstí (2005) a Bába z ledu (2017), nejlepší scénář za filmy Štěstí (2005), Venkovský učitel (2008) a Bába z ledu (2017) a nejlepší film za Štěstí (2005)
- Cena české filmové kritiky za nejlepší scénář za filmy Čtyři slunce (2012) a Bába z ledu (2017)
- Tribeca Film Festival – nejlepší scénář cizojazyčného filmu za film Bába z ledu (2017)